# Spedizione Ingolf

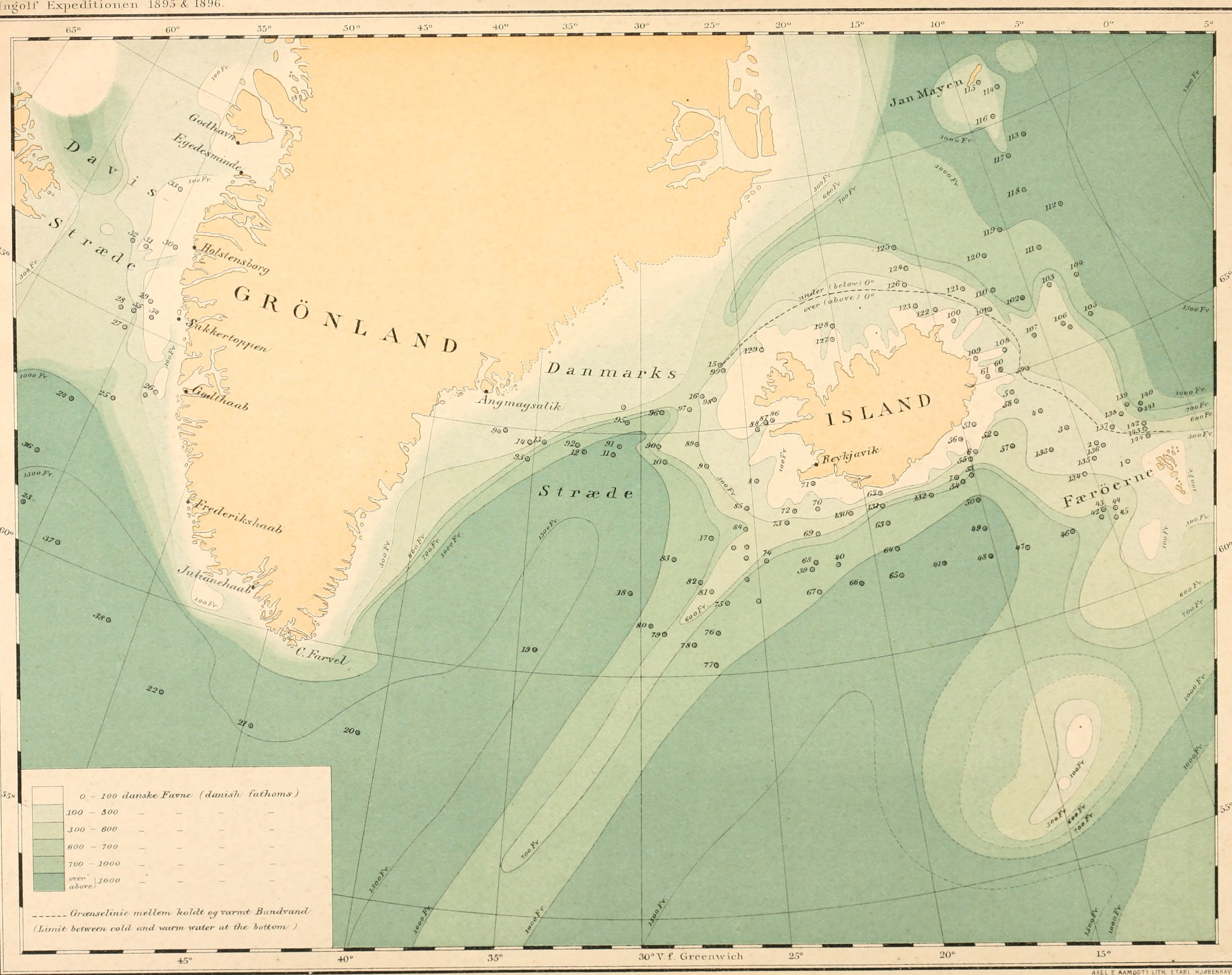
Mappa batimetrica creata dai dati raccolti dalla spedizione Ingolf.

Spedizione Ingolf è il nome collettivo dato a due spedizioni oceanografiche effettuate durante i mesi estivi del 1895 e del 1896 a bordo del HMDS Ingolf, una goletta a vapore equipaggiata da cannoniera varata nel 1876.
Le crociere furono finanziate dal governo danese e avevano l'obiettivo di studiare la batimetria intorno all'Islanda, a nord verso Jan Mayen e al largo della Groenlandia occidentale. L'iniziativa era fortemente ispirata dalla spedizione Challenger e da simili spedizioni americane e tedesche. Il comandante per entrambi gli anni della spedizione era l'esperto capitano Carl Frederik Wandel e l'equipaggio scientifico era composto da tre zoologi (Hector Jungersen, William Lundbeck e Hans Jacob Hansen, quest'ultimo sostituito per il secondo anno da Carl Wesenberg-Lund), un botanico (Carl H. Ostenfeld) e un idrografo (Martin Knudsen).
Nonostante le condizioni meteorologiche avverse e il ghiaccio, durante la spedizione sono state effettuate migliaia di misurazioni idrografiche e raccolti campioni biologici su un totale di 144 stazioni e fino a una profondità di 3500 metri. I risultati sono stati pubblicati nel voluminoso rapporto The Danish Ingolf-Expedition (1899-1942, 5550 pagine e 333 tavole). La spedizione ha contribuito a significative scoperte scientifiche. Ha infatti dimostrato l'esistenza di due diversi tipi di fauna sul fondale, separate dalla dorsale Wyville Thomson, a sud delle Isole Faroe, e la differenza sistematica di temperatura dell'acqua profonda tra il lato nord e sud della dorsale. Un grandissimo numero di piccoli crostacei sono stati raccolti mediante un metodo ideato da Hansen, il quale consiste nel filtrare il fango di fondo con una garza di seta fine, piuttosto che con un setaccio di metallo come si faceva sino ad allora. Un numero molto elevato di specie di micro-crostacei è stato così descritto per la prima volta sulla base del materiale raccolto dalla spedizione Ingolf.